# Le Dernier Vol (film, 2009)
Pour les articles homonymes, voir Le Dernier Vol.
Pour plus de détails, voir Fiche technique et Distribution.
Le Dernier Vol est un film français réalisé par Karim Dridi et sorti en 2009.

## Synopsis
Dans le Sahara français, en 1933. Bill Lancaster, pilote anglais renommé a disparu dans le désert lors d’une tentative de record de traversée entre Londres et Le Cap. Sa maîtresse, l’aventurière et aviatrice Marie Vallières de Beaumont n’a qu’une obsession : le retrouver. Alors qu’elle survole le Ténéré, la jeune femme est contrainte de poser son biplan près d’un poste avancé de méharistes français. Le capitaine Vincent Brosseau l’accueille, mais refuse de l’aider. Préoccupé par les rébellions touaregs, le commandement d’Alger n’autorise pas l’envoi de secours. Confronté à la détermination de Marie, le lieutenant Antoine Chauvet tente de la dissuader de poursuivre cette quête désespérée dans un lieu aussi grandiose et hostile que le Ténéré. Rien n’y fait. Pour poursuivre ses recherches, elle se joint à une expédition menée par la compagnie méhariste en territoire touareg. Au cours de cette mission à haut risque, Antoine, en rupture avec sa hiérarchie, et Marie vont se rapprocher. Dans ce désert qui ne ment pas et dans l’abandon qu’il impose, ils découvriront une vérité à laquelle ils ne s’attendaient pas.

## Fiche technique
- Réalisation : Karim Dridi
- Scénario : Karim Dridi et Pascal Arnold, d'après le roman de Sylvain Estibal Le Dernier Vol de Lancaster (2003)
- Décors : Johann George
- Costumes : Emmanuelle Pertus
- Photographie : Antoine Monod
- Son : Jean-Paul Mugel, Jean Gargonne, Joël Rangon
- Montage : Lise Beaulieu
- Musique : Le Trio Joubran en collaboration avec Chkrrr
- Supervision musicale : Quentin Boniface
- Production : Jean Cottin
- Sociétés de production : Gaumont, Les Films du Dauphin, France 3 Cinéma
- Société de distribution : Gaumont Distribution
- Pays de production :  France
- Langue : français
- Format : couleur - D-cinéma (DCP) - Dolby SRD
- Genre : aventures, drame et romance
- Durée : 94 minutes
- Date de sortie
  - France : 16 décembre 2009[1]

## Distribution

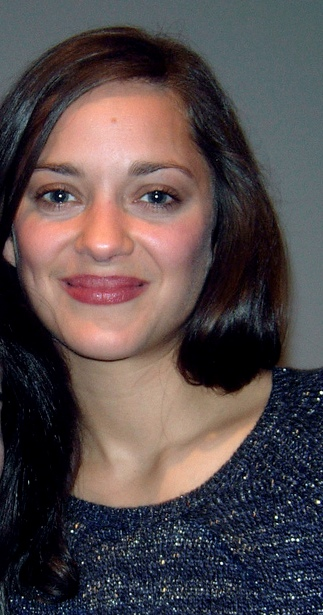
L'actrice principale Marion Cotillard, l'année de tournage du film.

- Marion Cotillard : Marie Vallières de Beaumont
- Guillaume Canet : le lieutenant Antoine Chauvet
- Guillaume Marquet : le capitaine Vincent Brosseau
- Frédéric Épaud : Louis
- Michaël Vander-Meiren : Vasseur
- Saïdou Abatcha : Saïdou
- Nabil Imtital : Tchalou
- Halimata Graille : Amana
- Mohamed Kounda : Adoua
- Mohamed Ixa : Limane

## Box-office
| Pays ou région | Box-office      | Date d'arrêt du box-office | Nombre de semaines |
| -------------- | --------------- | -------------------------- | ------------------ |
| France         | 358 451 entrées | 29 janvier 2010            | 3                  |